# Antiplecta
Antiplecta is een geslacht van vlinders van de familie Uraniavlinders (Uraniidae), uit de onderfamilie Epipleminae.

## Soorten
- A. caesia Warren, 1906
- A. cinerascens Warren, 1906
- A. nigripleta Warren, 1906
- A. pusilla Warren, 1900
- A. triangularis Warren, 1906